# Jean-François de Rolland de Villard-Sallet
Jean-François de Rolland dei signori di Villard-Sallet (Villard-Sallet, 3 dicembre 1805 – Chambéry, 4 gennaio 1887) è stato un nobile e generale italiano naturalizzato francese.

## Biografia
Fu figlio del nobile Antoine Alexandre (1779-?), già tesoriere della provincia del Faucigny alla Restaurazione, e di Clotilde Genine.  Nel 1824 entrò nelle Guardie del Corpo del Re, quattro anni dopo ricevette il grado di sottotenente di fanteria e nel ’31 fu assegnato tale nella Brigata Savoia. L’anno seguente fu promosso luogotenente nel 2º reggimento, nel ’38 fu incaricato come aiutante maggiore in 1ª e nel ’43 divenne capitano. Nel 1844 fu applicato presso la Divisione militare di Savoia, l’anno successivo rientrò in attività nel 2º reggimento e poi nel 14° Pinerolo. Prese parte alla campagna di guerra del 1848 in Lombardia venendo decorato con la medaglia d’argento agli scontri della Corona (18 giugno) e in dicembre venne promosso maggiore nel 2° Savoia. Fece la campagna del 1849 ove fu dichiarato degno di menzione onorevole alla battaglia di Novara (23 marzo). Collocato in riforma a conclusione della guerra, nel 1851 fu reintegrato in attività sempre come maggiore nel 2º reggimento e nel ’53 passò tenente colonnello nel 9° La Regina. Due anni dopo rientrò nel 2° Savoia quale luogotenente colonnello comandante ricevette la promozione a colonnello. Prese parte alla campagna di guerra in Lombardia nel 1859 ove si distinse alla battaglia della Madonna della Scoperta (24 giugno) venendo elevato al grado di maggior generale della Brigata Savona. Assegnato alla Brigata Brescia, al momento della cessione della Savoia alla Francia preferì essere naturalizzato cittadino francese e pertanto venne assegnato quale comandante della divisione militare di Bayonne. Nel 1867 venne collocato nella riserva. Ebbe un fratello, Jules-Alexandre de Rolland, meglio noto come  Giulio de Rolland, che fu prefetto di Potenza nel periodo più delicato del brigantaggio postunitario, poi deputato di Aosta e Torino e senatore del Regno dal 1890.

## Onorificenze
Onorificenze straniere